# Витон (Канзас)
Витон (енгл. Wheaton) град је у америчкој савезној држави Канзас.

## Демографија
По попису из 2010. године број становника је 95, што је 3 (3,3%) становника више него 2000. године.
| Група             | 2000.      | 2010.      |
| Белци             | 88 (95,7%) | 87 (91,6%) |
| Афроамериканци    | 0 (0,0%)   | 0 (0,0%)   |
| Азијати           | 1 (1,1%)   | 0 (0,0%)   |
| Хиспаноамериканци | 0 (0,0%)   | 8 (8,4%)   |
| Укупно            | 92         | 95         |